# Oropetium
Oropetium (synoniem: Chaetostichium) is een geslacht uit de grassenfamilie (Poaceae). De soorten van dit geslacht komen voor in Afrika en Azië.